# Muskegon
Muskegon je nazýván „přístavním městem“, protože je známý pro rybaření, plachetnice, rekreační plavby a jako obchodní přístav a přístav pro výletní lodě. Je oblíbenou prázdninovou destinací kvůli rozsáhlým sladkovodním plážím, historické architektuře a veřejné umělecké sbírce. Je to nejlidnatější město podél západního pobřeží Michiganu. Při sčítání lidu z roku 2010 bylo městské obyvatelstvo 38 401. Město je krajským městem okresu Muskegon. Je v jihozápadním rohu Muskegon Township, ale je administrativně autonomní. V roce 2019 měla oblast města Muskegon 173 566 obyvatel. Je také součástí větší statistické oblasti kombinované Grand Rapids-Kentwood-Muskegon s populací 1 433 288.